# Baggaertshof

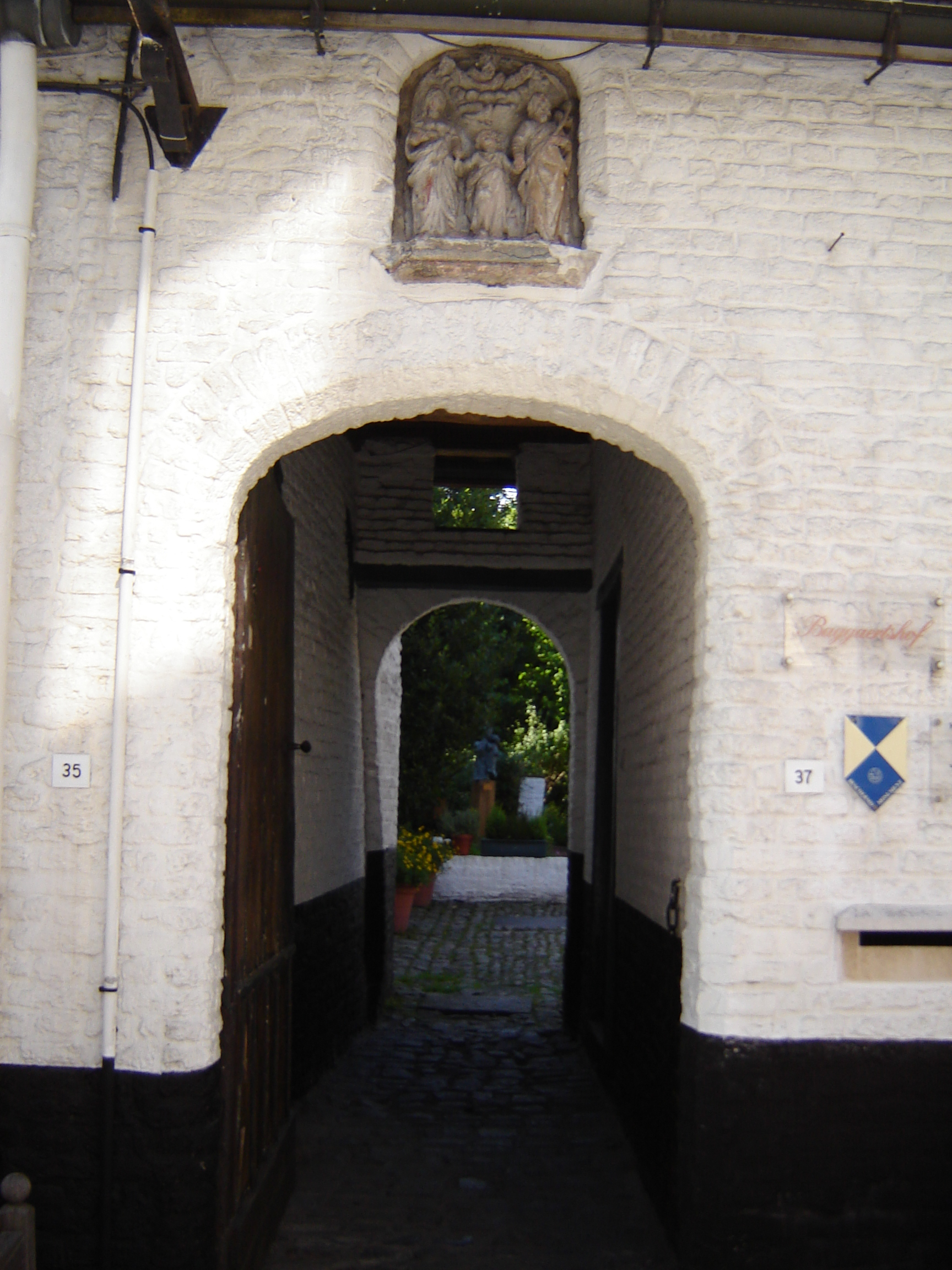
Steegje in het Baggaertshof

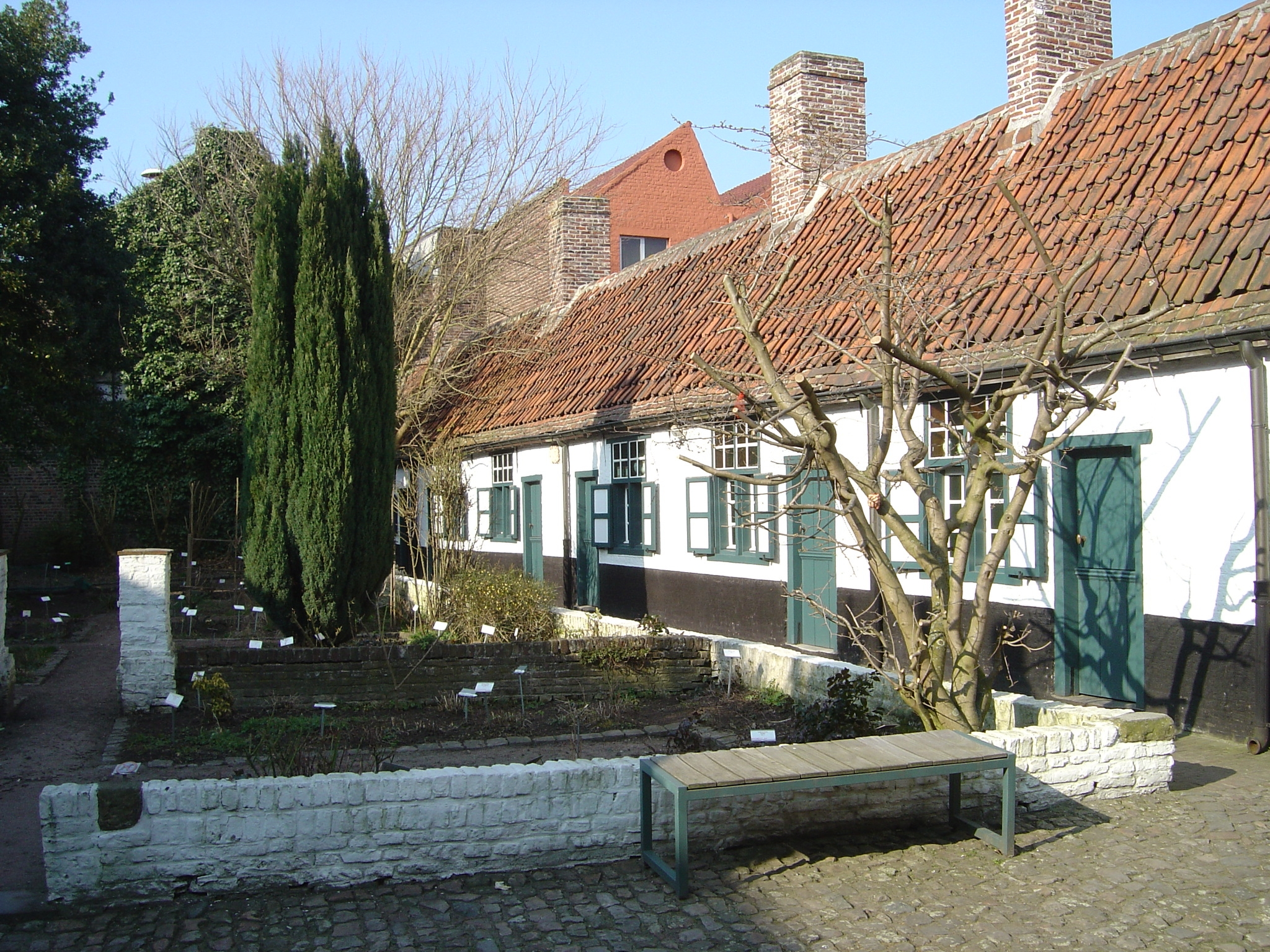
Binnenplein van het Baggaertshof

Het Baggaertshof bevindt zich in de oude binnenstad (in de wijk Overbeke) van de Belgische stad Kortrijk. Het dateert uit de eerste helft van de zeventiende eeuw en is een geheel van middeleeuwse huisjes, een kapel en een medicinale kruidentuin. 
Het geheel is tegenwoordig een beschermd monument en wordt ook wel 'het tweede begijnhof van Kortrijk' genoemd.

## Geschiedenis
Het Baggaertshof werd in 1638 gesticht door Josijne Baggaert die er 13 huisjes inrichtte voor behoeftige vrouwen. Zij was de dochter van een rijke Kortrijkse weverskoopman en schepen van de stad, Willem Baggaert en zijn echtgenote, Mayken van Welsenaers. Deze huisjes staan samen met de kapel opgesteld rond een rechthoekige binnenkoer. 
Aanvankelijk heette het Bagaertshof 't Olmeke of de Sint-Jozefshuisjes. Binnenin staat een kapel waarin zich een miraculeus O.L.V.-beeld bevindt, afkomstig uit de kapel Ten Olme. Een schilderij in de kapel herinnert aan het mirakel. Men diende er tegen zenuwziekten, stuipen, koorts en andere kwamel. Verder is er een pomp, een toilet en dertien huisjes, die tot ca. 1970 bewoond waren.
Het geheel van "dertien huisjes en kapel met de daartoe behorende erve (tuin) in de Stampaertshoek ter wijke Overbeke" werd bij akte van 7 september 1643 door de stichteres Josijne Baggaert geschonken aan de stedelijke magistraat, naast een rente die grotendeels voor het onderhoud van de huisjes en voor de recreatie van de bewoonsters diende, wat meestal een jaarlijks feestje was. Voorwaarde aan deze schenking was dat Josijne Baggaert en haar beide zusters Catharina en Wilhelmina gedurende hun leven het vruchtgebruik zouden behouden. De oudste mannelijke erfgenaam van elk van hen behield ook de beschikking en de rente van deze huisjes "in eeuwigheid", en werd er de provisor van. Bij onderhandse akte werd de bestemming van de huisjes beschreven. De omschrijving van die stichtingsakte was zeer nauwkeurig: "Dat men altijd ernstig aanschouw zal nemen dat de woonsten geconfereerd (toegewezen) zijn aan Weduwen ofte dochters (jonge vrouwen) zeegbaar van leven (goed gedrag), die onbequame zijn omme te dienen ofte anders hen lieden cost te winnen ende die leven in eene eerbaere armoede omme aldaar met spinnen, naeien ende dergelijk oefeningen stillekens ende modestelijk den cost te winnen."

"De regelen en de ordonnantiën" werden samen opgesteld door Josijne Baggaert en Jacobus Rasseghem, Rector van de Jezuïeten. Een deel van de tekst luidt: 
Als deze huisjes gebaat sijn ter meerdere eere Godts en de julpe van de gone (bewoonster) die tot het gebruijk der selver ontfangen worden, om Godt beter ende bequaemer te dienen, sullen zij allen hun beste doen om door suijverheit des levens ende stichtinghe hun naestens dit eijnde te becomen.
Bovendien waren de bewoonsters ook verplicht om vroeg thuis te zijn in de zomer om de grote klok te luiden. In de winter was dit tegen acht uur. Iedere avond was men verplicht in de kapel samen te komen voor het avondgebed en om de weldoeners te danken.
In het kapelletje waar het altaar is gerestaureerd, bevindt zich een in hout gesculpteerd en gepolychromeerd miraculeus beeld van O.-L.-Vrouw ter Olmen. Deze houten Madonna met Kind (85 cm) werd in 1626 gesculpteerd door de Kortrijkse meester-beeldsnijder Jan Bolle Veys en door de Kortrijkse schilder Joos Van Moerkercke gepolychromeerd. Omstreeks 1708 herstelt Jan Brandefer dit beeld. In 1998 zijn het O.L.V.-beeld en het altaar, 17de eeuw, gerestaureerd door de Oost-Vlaamse restaurateur Hugo Vanden Borre.
Er ligt ook al eeuwenlang een kruidentuin. In 1981 werd er ook een medicinale kruidentuin aangelegd, een initiatief van de "Werkgroep Kruiden Medici". Er zijn meer dan 300 verschillende geneeskruiden aangeplant.
Het waren de stichters en later hun erfgenamen die beslisten wie opgenomen werd. De nieuwe bewoonster moest een enkele betaling doen. Dit vaste bedrag werd gedistribueerd onder de provisor, de portierster en de andere bewoonsters. De portierster kreeg de leiding over de andere vrouwen en moest voornamelijk twisten voorkomen. Er is weinig gekend over de periode dat de Jezuïeten het bestuur van het Baggaertshof mede waarnamen, dit tot 1773, het jaar waarin hun orde door paus Clemens XIV werd opgeheven. Enkel dat keizerin Maria Theresia op 2 augustus 1755 bij edict beval dat de inkomsten (rente) van het Baggaertshof moesten dienen voor staatsdoeleinden en onderhoud van de huisjes.

Op datum van 18 augustus 1775 vraagt de Armenkamer de opbrengst om de huisjes te herstellen: 
Op hun rapport aen de Kamer gedaen over de huysekens genaemd Baggaerts ofte patershuysekens, die voortijds wierden bestiert door de gewesene Jezuïeten in zoodanigen slegten staen zijn, van zij steen in te vallen, en in hun vast betrouwen van haere majesteyd die de gemelde huysekens reeds heeft afgestean in profyte van den Disch, aen dezen ook zal laeten de erven daer aen gevoegd is er geresolveerd, deze huysekens bq provisie in ten minsten koste doendelijk te doen repareeren.
Gezien er vanaf 1884 geen rechtstreekse erfgenaam meer was als provisor, werd, het Bureau van Weldadigheid, nu het O.C.M.W., bij Koninklijk Besluit gemachtigd het beheer over het Baggaertshof waar te nemen, met behoud van haar specifiek doel als stichting. In 1925 werd de C.O.O. opgericht. Daartoe werden de goederen en vermogens van het Bureau van Weldadigheid en de Commissie van Burgerlijke Godshuizen samengevoegd zonder dat de bestemming mocht veranderen. Nu behoort het Baggaertshof tot het patrimonium van het O.C.M.W.
Het geheel is sinds 20 februari 1939 beschermd als beschermd monument. Met de openstelling in 1965 van het St.-Jozefrustoord in de Condedreef ontvolkte het Baggaertshof langzaam. De laatste bewoonster verbleef er alleen, totdat in 1975  de volledige ontruiming voor de geplande restauratiewerken begon.
Het Baggaertshof werd in 1979-1980 in zijn originele vorm hersteld door de VZW Vrienden van het Baggaertshof met de steun van de Rotaryclub Kortrijk met de medewerking van Staat, Provincie en Stad.

## Tegenwoordig
- In de rechthoekige binnenkoer werd een kruidentuin aangelegd met meer dan 200 verschillende soorten kruiden.
- Dit beschermd monument kan bezocht worden (gesloten op maandag, vrijdag en feestdagen).